# Asazaki Ikue
Asazaki Ikue (朝崎郁恵?) (Kedomi, Amami Oshima -Amami Ōshima-, 11 de noviembre de 1935) es una cantante japonesa de estilo shimauta (canciones isleñas).
Proveniente de la prefectura de Kagoshima, más exactamente de las Islas Amami, su padre influyó en sus comienzos musicales durante su adolescencia. Su estilo musical a veces mantiene similitud con el estilo new age. Uno de sus álbumes más conocidos es Utabautayun cuyo estilo de canto contiene dialectos okinawenses y también el estilo tradicional de las islas Amami, minyo -Min'yo (民謡)-, junto a la interpretación de Akira Takahashi en piano. Este álbum se destaca por su canción Obokuri eeumi, utilizada en una secuencia del anime Samurai Champloo. Min'yo (民謡): http://en.wikipedia.org/wiki/Min'y%C5%8D
Vivió diez años en Yokohama y en 1984 actuó en el Teatro Nacional de Japón. En 1990 ofreció conciertos en el Carnegie Hall de Nueva York, en Los Ángeles y Cuba. Participa todos los años de los festivales de Hibiya -una zona de Chiyoda (Tokio)- y Ryukyu. En 2007 ofreció un concierto en el templo Ikegami Honmonji de Tokio.
http://en.wikipedia.org/wiki/Ikegami_Honmon-ji . Actualmente reside en Tokio.

## Discografía
- Utabautayun (2003)
- Uta Ashiibi (Uta Asobi) (2003)
- Obokuri (2005)
- Shimayumuta (2006)